# Thun-Saint-Amand
 Thun-Saint-Amand  es una población y comuna francesa, en la región de Norte-Paso de Calais, departamento de Norte, en el distrito de Valenciennes y cantón de Saint-Amand-les-Eaux-Rive gauche.

## Demografía
| 1246 | 1283 | 1206 | 1127 | 1066 | 1033 |
| Para los censos de 1962 a 1999 la población legal corresponde a la población sin duplicidades (Fuente: INSEE [Consultar]) |      |      |      |      |      |

## Personajes relacinados
- Jean Stablinski, ciclista.